# Ötnapos munkahét
Az ötnapos munkahét a munkaszervezésnek az a formája, amelyben egy héten a munkavállalók nem egy, hanem két pihenőnaphoz jutnak.
Az utóbbi évtizedekben fokozatosan terjedt el a világban a munkaidő hosszára vonatkozó szabályok lazulásával.

## Magyarországon
Magyarországon, a Kádár-korszakban, az 1981. április 27-én hozott kormányrendelet rendelkezett róla és még abban az évben, illetve 1982-ben jóléti intézkedésként fokozatosan bevezették. Ekkor a heti munkaidő még 42 óra volt, 1984-ben csökkentették 40-re. (1951-ben vezették be a 48 órás, 1967 és 1975 között a 44 órás munkahetet).
Jelentős változásokat okozott az oktatásban, a közlekedési menetrendekben, a sportéletben és még a televízió műsorstruktúrájában is. Az oktatásban a korábbi 11 napos tanítási ciklust váltotta a tíznapos ciklus.
Az 1960-as években a magyar középiskolákban már próbálkoztak az ötnapos hét bevezetésével, csakhogy ezt egy nap termelőmunkában való részvétel követte a "politechnikai képzés" jelszavával. Ezt később feladták és a termelőnap helyett inkább új tantárgyakat vezettek be.

## Szovjetunió
Ötnapos munkahetet már jóval korábban, az 1930-as években a Szovjetunióban is bevezettek. Ez azonban lényegesen eltért a modern ötnapos munkahéttől, ugyanis öt napnyi munkát egy pihenőnap követett (a hét tehát valójában hat napból állt). Ezzel megtörték a vasárnap és az egyházi ünnepek megtartásának évszázadok óta megszokott ritmusát.